# Simonia

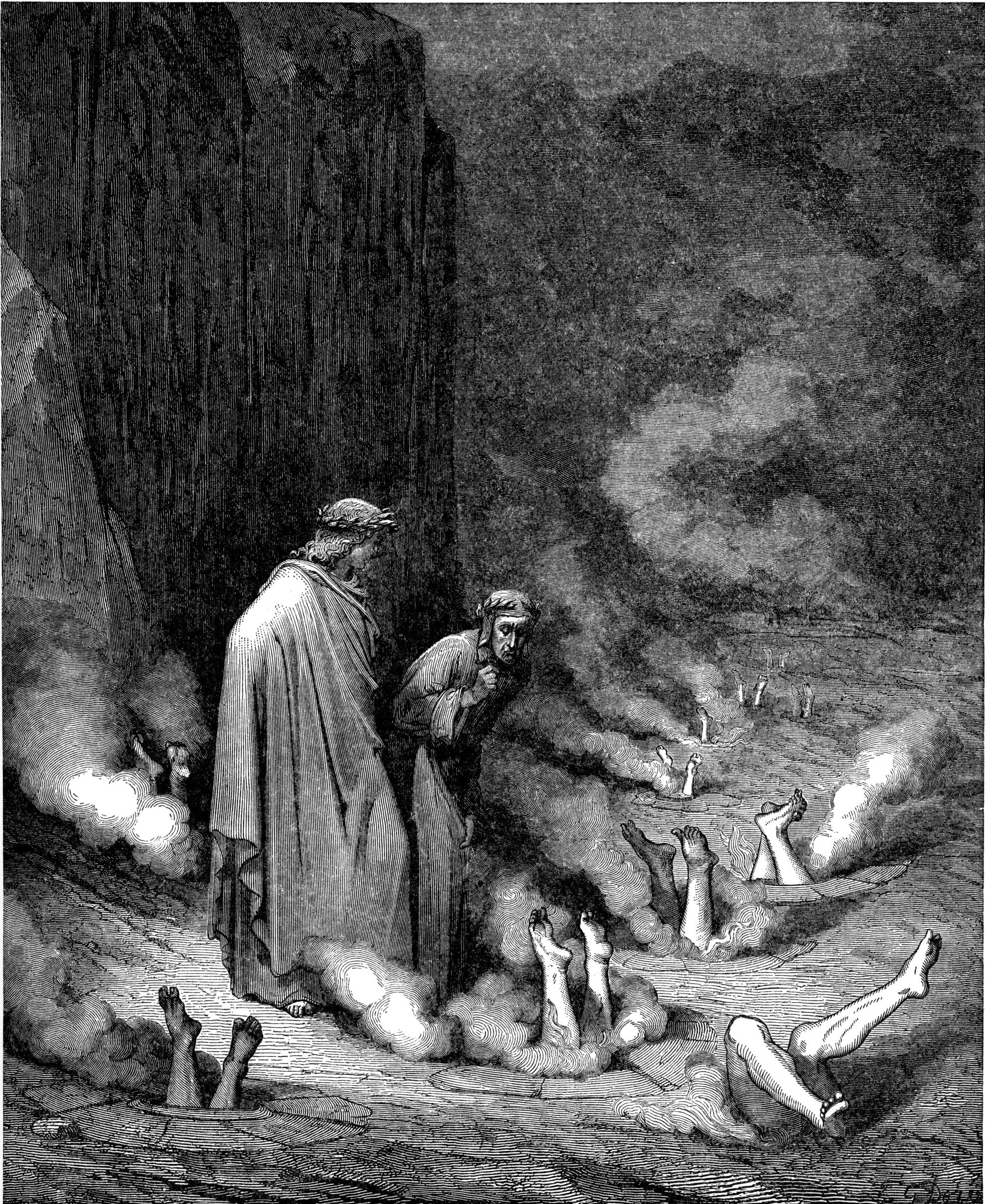
Dante parla amb el Papa Nicolau III, condemnat a l'Infern per la seua simonia; al gravat en fusta de Gustave Doré del 1861 (retrat de la Tercera Bòlgia del Vuité Cercle de l'Infern)

Simonia és la compra o venda del que és espiritual per béns materials. Inclou càrrecs eclesiàstics, sagraments, sacramentals, relíquies i promeses d'oració. La paraula simonia deriva de Simó Mag, qui va voler comprar a Sant Pere el poder per a imposar les mans (Fets 8:9-24).
Un exemple de pràctiques simoníaques va ser la compra de la dignitat arquebisbal de Narbona, feta el 1019 pel comte Guifré II de Cerdanya en profit del seu fill Guifré, encara un nen, per 100.000 sous.
El papa Gregori VII (1020-1085), el monjo cluniacenc Hildebrand de Soana, va intentar acabar amb la venda de càrrecs eclesiàstics amb la reforma gregoriana contra la simonia i politització dels càrrecs i béns eclesiàstics.

## Origen
La legislació de l'església més antiga contra la simonia pot ser la del cànon quaranta-vuitè del Sínode d'Elvira (c. 305), contra la pràctica de fer una donació després d'un baptisme. :60
Arran de l'⁣Edicte de Milà (313), l'augment del poder i la riquesa de la jerarquia eclesiàstica va atreure la simonia.:30 Hi ha diverses acusacions de simonia (no amb aquest nom) contra Arians, d'⁣Anastasi d'Alexandria, Hilari de Poitiers, el papa Liberi i Grégoire de Nazianz.:34–36 Molts Pares de l'Església es van pronunciar en contra de la venda de ministeris, com Ambrose.:56
Les disposicions antisimonia en els cànons del Concili de l'Església (i les butlles papals) van esdevenir habituals: el Primer Concili de Nicea, el Sínode d'Antioquia (341) i els Concilis de Sèrdica (343–344), Calcedònia i Orleans (533), etc.:62, 66, 121
La compra o venda de càrrecs eclesiàstics es va associar amb la figura de Simó Mag en els Fets dels Apòstols, i el nom va començar a utilitzar-se com a terme. La clau per popularitzar el terme va ser el papa Gregori I (590-604), que va titllar aquests intercanvis com l'"heretgia simoníaca".

## Edat mitjana
Encara que es considera un delicte greu contra el dret canònic, es creu que la simonia es va generalitzar a l'Església catòlica durant els segles IX i X. Al segle XI, va ser el focus d'un gran debat. El centre d'aquest debat era la validesa de les ordes simoníaques: és a dir, si un clergue que havia obtingut el seu càrrec mitjançant la simonia estava vàlidament ordenat.
El Corpus Juris Canonici, el Decretum Gratiani i les Decretals de Gregori IX tractaven el tema. El delinqüent, ja fos simoníac (autor d'una transacció simoniacal) o promotus (el beneficiari d'una transacció simoniacal), era susceptible de privació del seu benefici i deposició d'ordres si era un sacerdot secular, o de confinament en un monestir més estricte si era habitual. El que volia el càrrec i que no l'havia aconseguit era, si no hi havia dispensa, exposat a les mateixes penes que si fos culpable.

El 1494, un membre de l'orde carmelita, Adam de Gènova, va ser trobat assassinat al seu llit amb vint ferides després de predicar contra la pràctica de la simonia.

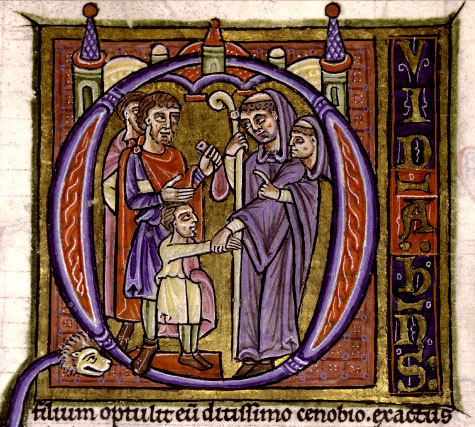
Abat practicant la simonia (França, segle XII)
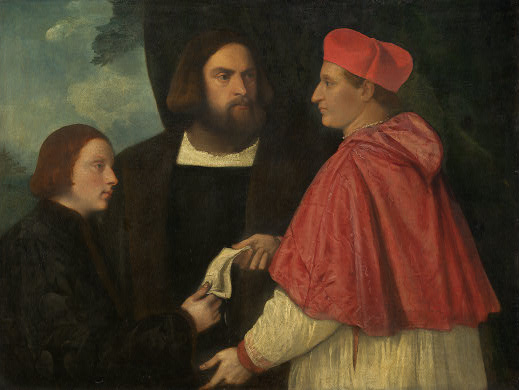
Girolamo i el cardenal Marco Corner investit Marco, abat de Carrare, amb el seu beneficiari, Titien,c. 1520